# Chris Baumann

a Compétitions nationales et continentales officielles uniquement.

b Matchs officiels uniquement.
Dernière mise à jour le 3 mars 2025.
Chris Baumann, né le 18 mai 1987 à Steamboat Springs (État du Colorado, États-Unis), est un joueur international américain de rugby à XV évoluant au poste de pilier (1,88 m pour 122 kg). Il représente l'équipe des États-Unis entre 2015 et 2018. 

## Biographie
Chris Baumann obtient sa première cape internationale le 29 juillet 2015 à l'occasion d'un match contre l'équipe des Tonga à Toronto (Province de l'Ontario, Canada).

## Palmarès

### En club
- Vainqueur de la PRO Rugby en 2016

## Statistiques en équipe nationale
- 25 sélections (16 fois titulaire, 9 fois remplaçant)
- 10 points (2 essais)

En Coupe du monde :
- 2015 : 3 sélections (Samoa, Écosse, Afrique du Sud)